# نورس كاليفورني
نورس كاليفورني (الاسم العلمي: Larus californicus) (بالإنجليزية: California Gull)‏ هو نوع من الطيور يتبع جنس النورس من الفصيلة النورسية.